# Caimito
Caimito ist eine Stadt und ein Municipio in der kubanischen Provinz Artemisa. Bis 2010 gehörte das Municipio zur aufgelösten Provinz La Habana.
Die Stadt liegt westlich von Bauta und nördlich von Alquízar. Die Siedlung wurde im Jahr 1910 offiziell gegründet.
Das Municipio zählt 36.813 Einwohner auf einer Fläche von 238 km², was einer Bevölkerungsdichte von 154,7 Einwohnern je Quadratkilometer entspricht.
Das Municipio ist in vier Stadtteile (Barrio) unterteilt: Caimito, Guayabal, Perfecto Lacoste und Quintana.